# Dan Eggen
Dan Eggen (* 13. Januar 1970 in Kopenhagen, Dänemark) ist ein ehemaliger norwegischer Fußballspieler und derzeitiger -trainer der norwegischen Frauenfußballmannschaft Kolbotn IL. Abseits des Fußballs fungiert er als Manager der norwegischen Rockband El Caco.
Er ist einer von lediglich sechs Spielern in der Geschichte des norwegischen Fußballverbands, die für die Nationalmannschaft auflaufen durften, ohne jemals bei einer einheimischen Profimannschaft unter Vertrag gestanden zu sein.
Im Verlauf seiner Karriere nahm er unter anderem an zwei Weltmeisterschaften (1994 & 1998) und einer Europameisterschaft (2000) teil. 2001 spielte er im UEFA-Pokal-Finale mit Alavés gegen den FC Liverpool.
Aufgrund seines außergewöhnlichen Karriereverlaufs und seines für einen Fußballprofi unkonventionellen Lebenswandels gilt er als eine der schillerndsten Persönlichkeiten im norwegischen Fußball.

## Vereinskarriere

### Karrierebeginn in Norwegen
Der Sohn eines Norwegers und einer Dänin begann seine Karriere in der Jugend seines Heimatvereins Lyn Oslo. Nachdem ihm der Durchbruch zum Profispieler bei Lyn versagt geblieben war, wechselte er zum traditionsreichen IF Ready Oslo weiter, der sich damals jedoch in der Bedeutungslosigkeit der vierten norwegischen Liga befand. Zu diesem Zeitpunkt hatte Eggen nach eigenen Angaben keinerlei Ambitionen auf Profifußball.

### Frem København
1991 bot sich ihm nach einem Probetraining jedoch die Möglichkeit in das Heimatland seiner Mutter und gleichzeitig in seine Geburtsstadt zu BK Frem København zu wechseln. In den damals noch völlig unbekannten Legionär wurden in Dänemark keine großen Hoffnungen gesetzt. Der Verein selbst hatte ihn als Ergänzungsspieler für die Defensive verpflichtet. Bereits in seinem ersten Jahr überraschte er jedoch als torgefährlicher Abwehrspieler und erkämpfte sich zum Ende der Spielzeit einen Stammplatz.
In der Spielzeit 1991/92 folgte eine Leistungsexplosion des Spielers. Gemeinsam mit dem damals hochgehandelten Abwehrtalent Peter Frank Andersen bildete er ein Abwehrbollwerk, welches in Dänemark für Furore sorgte. Eggen machte sich zusätzlich durch seinen ausgeprägten Offensivdrang einen Namen. Insgesamt gelangen ihm in dieser Spielzeit als Innenverteidiger 6 Saisontore. Frem belegte den dritten Tabellenrang in den Superliga und qualifizierte sich für den UEFA-Cup.
In der Saison 1992/93 folgte der Totaleinbruch der Mannschaft. Man schaffte lediglich drei Siege in der Hauptrunde und belegte mit lediglich 14 Punkten den vorletzten Tabellenrang, wodurch man in die Qualifikationsrunde musste. Dort schaffte man in 14 Spielen zwar 23 Punkte, verpasste als Drittplatzierter hinter Ikast FS und Viborg FF jedoch den Klassenerhalt. Im UEFA-Pokal konnte man in der ersten Hauptrunde den Schweizer Vertreter Neuchâtel Xamax noch ausschalten, schied aber daraufhin gegen Real Saragossa mit einem Gesamtergebnis von 1:6 sang und klanglos aus.
Bis auf Søren Colding und Eggen, der mit fünf Toren in der Haupt- und 3 in der Qualifikationsrunde abermals seine Offensivstärke unter Beweis stellte, hatte die Mannschaft in keiner Weise die Erwartungen erfüllen können. Nach dem Abstieg folgte der Ausverkauf vieler Stammspieler. Bis auf Colding verließ fast der gesamte Stamm den Verein.
Eggen, als heißeste Transferaktie von Frem gehandelt, unterschrieb daraufhin beim dänischen Spitzenteam Brøndby IF.

### Brøndby IF
Bei Brøndby erhielt er auf Anhieb neben Jes Høgh einem Stammplatz in der Innenverteidigung, den er über viereinhalb Spielzeiten innehielt. In der Ersten Saison verpasste man daraufhin mit sechs Punkten Rückstand auf Meister Silkeborg IF den Titel in der Superligaen. Dafür konnte Eggen mit dem Gewinn des dänischen Pokals seinen ersten Titelgewinn feiern.
In der Spielzeit 1994/95 war man abermaliger Titelfavorit und hatte auch bis zur letzten Runde realistische Chancen auf die Meisterschaft. In einem dramatischen Saisonfinale musste man sich jedoch dem Lokalrivalen FC København mit 0:1 geschlagen geben, woraufhin Aalborg BK, welche im gleichzeitig stattfindenden Spiel gegen Aarhus GF mit 4:0 gewannen, doch noch mit zwei Punkten Vorsprung den Meistertitel feiern konnten. Im Europapokal der Pokalsieger schied man in der zweiten Hauptrunde mit einem Gesamtergebnis von 2:3 äußerst unglücklich gegen den FC Arsenal aus.
Die Saison 1995/96 entwickelte sich daraufhin zur mit Abstand erfolgreichsten in Eggens Karriere. Mit Brøndby konnte er nach fünf Jahren endlich wieder den Meistertitel in Dänemark erringen und sorgte mit dem Verein auch im UEFA-Pokal für Aufsehen. Nachdem man in den ersten beiden Runden FK Inkaras Kaunas mit einem Gesamtergebnis von 6:0 und die Norweger von Lillestrøm SK mit 3:0 ausschalten konnte, kam es daraufhin zum Duell mit dem englischen Topklub FC Liverpool. Im Heimspiel schaffte man gegen den übermächtigen Gegner aus England bereits ein vielbeachtetes 0:0, ehe man im altehrwürdigen Anfield in Liverpool mit einem 1:0-Sieg in die nächste Runde aufstieg. Eggen war per Kopfball der Torschütze zu diesem Sieg, wodurch er zu einer Art lebenden Legende für die Brøndby-Fans wurde. In der dritten Hauptrunde des Bewerbs bekam man den AS Rom zugelost, den man im Heimspiel ebenfalls mit 2:1 besiegen konnte. Nach einem harten Kampf im Rückspiel, welches mit 3:1 verloren ging, schied man daraufhin zwar aus dem Bewerb aus, der Aufstieg gegen Liverpool wird jedoch bis Heute als eines der Highlights in der Vereinsgeschichte angesehen.
In der Spielzeit 1996/97 prolongierte man die Vormachtstellung in Dänemark und wurde mit 14 Punkten Vorsprung abermals überlegener Meister. Trotz vieler Abgänge hatte man es geschafft rund um das Spielergrundgerüst Eggen – Jensen – Nielsen – Vilfort – Sand eine gut funktionierende Mannschaft zusammenzustellen, die die Liga dominierte. Auch auf europäischer Ebene konnte man abermals einige Akzente setzen. Zwar scheiterte man in der Qualifikation zur Champions League nach einem Gesamtergebnis von 4:4 aufgrund der Auswärtstorregel an Widzew Łódź, zog daraufhin im UEFA-Pokal nach Siegen gegen den FC Aarau und FC Aberdeen und zwei überragenden Spielen gegen den favorisierten Karlsruher SC ins Viertelfinale des Bewerbs ein. Dort unterlag man dem von Jupp Heynckes trainierten CD Teneriffa nach einem 1:0-Heimsieg noch mit einem Gesamtergebnis von 2:0.
Eggen hatte sich nach den starken Leistungen auf europäischer Ebene und im norwegischen Nationalteam inzwischen einen Namen gemacht und das Interesse einiger internationaler Vereine auf sich gezogen. Als verschiedene Verhandlungen mit vorwiegend englischen Mannschaften scheiterten, schien es, als würde er auch noch in der Spielzeit 1997/98 bei Brøndby bleiben. Nach den ersten fünf Spielen in der Saison einigte sich der Verein überraschend doch noch mit dem damaligen spanischen Spitzenverein Celta Vigo und gab Eggen an die Galicier ab.

### Celta de Vigo
Eggen fand sich in der neuen Liga überraschend schnell zu Recht und erhielt abermals auf Anhieb einen Stammplatz in der Innenverteidigung. Die Mannschaft gespickt mit Stars, wie den Russen Alexander Mostowoi, dem brasilianischen Weltmeister Mazinho und dem damaligen israelischen Superstar Haim Revivo war mit Ambitionen auf einen europäischen Startplatz in die Liga gestartet und hatte einen dementsprechenden Druck die Erwartungen zu erfüllen. Die Mannschaft hielt dem aber Stand und schaffte als Tabellensechster souverän die Qualifikation für den UEFA-Pokal. Eggen kam in 23 von 38 möglichen Spielen zum Einsatz und konnte größtenteils überzeugen.
In der Spielzeit 1998/99 konnte sich die Mannschaft abermals steigern und verpasste mit einem Punkt Rückstand nur knapp den vierten Tabellenrang, der einen Qualifikationsplatz für die Champions League bedeutet hätte. Im UEFA-Pokal zog man nach Siegen über die englischen Vereine Aston Villa und dem FC Liverpool bis ins Viertelfinale vor, wo man sich jedoch dem späteren Finalisten Olympique Marseille mit einem Gesamtergebnis von 2:1 geschlagen geben musste. Für Eggen verlief die Spielzeit weniger zufriedenstellend. Zum ersten Mal in seiner Karriere hatte er mit mehreren kleineren Verletzungen zu kämpfen, wodurch er auf lediglich 16 Saisoneinsätze kam und seinen Stammplatz zum Ende der Saison an den Serben Goran Djorović verlor.
Zur Spielzeit 1999/2000 wechselte er daraufhin ablösefrei zu Deportivo Alavés, welches gerade erst knapp den Klassenerhalt gesichert hatte und als Abstiegskandidat Nummer 1 in die neue Saison ging.

### Deportivo Alavés
Seine erste Saison bei Alavés begann daraufhin so, wie die vorherige geendet hatte. Eggen hatte mit mehreren hartnäckigen Verletzungen zu kämpfen und kam auf lediglich elf Saisonspiele. Seine Mannschaft entwickelte sich indes vom Abstiegskandidaten zum Überraschungsteam des Jahres und spielte kurzzeitig um den Titel in der Primera División mit. Am Ende der Spielzeit fehlten nur drei Punkte auf den Vizemeistertitel und der damit verbundenen Qualifikation zur Champions League.
Zur Spielzeit 2000/01 blieb Eggen weitestgehend vom Verletzungspech verschont und erlangte wieder den Status eines Stammspielers. In der Liga konnte der Verein jedoch nicht mehr an die starke Vorsaison anschließen und belegte mit Tabellenendrang 10 einen Platz im gesicherten Mittelfeld.
Im UEFA-Pokal avancierte man jedoch abermals zur Überraschungsmannschaft und drang bis ins Endspiel vor. Unter anderem schaltete man auf dem Weg ins Finale unter anderem Inter Mailand und den 1. FC Kaiserslautern aus. Das Endspiel gegen den FC Liverpool entwickelte sich daraufhin zu einem der legendärsten in der Geschichte des Bewerbs. Vor dem Spiel avancierte Eggen zum begehrten Interviewpartner der englischen Presse, da man sein Kopfballtor für Brøndby, welches 1995 das Ausscheiden von Liverpool im UEFA-Cup verursacht hatte, zum Aufheizen der Stimmung nutzen wollte. Im Spiel geriet Liverpool durch Tore von Markus Babbel und Steven Gerrard früh mit 2:0 in Führung. In Folge wurde Eggen, der an beiden Gegentoren beteiligt war, in Minute 23 gegen den argentinischen Stürmer Iván Alonso, der Alavés drei Minuten später mit einem Tor zurück ins Spiel brachte, ausgewechselt. Eggen war zwar leicht angeschlagen, wurde jedoch vordergründig aufgrund der frühen Taktikumstellung und seiner schwachen Leistung geopfert. In der regulären Spielzeit fielen daraufhin noch vier Tore, ehe das Spiel nach einem Ergebnis von 4:4 in die Verlängerung musste. Dort wurde das Spiel nach zwei roten Karten gegen Alavés durch ein Eigentor von Delfí Geli in Minute 117 zu Gunsten von Liverpool entschieden.
Das Finale sollte das letzte Bewerbsspiel, welches Eggen für Alavés absolvierte, bleiben. Bereits während der Saison hatte er sich in einem Spiel gegen Real Madrid eine Bänderverletzung im Knie zugezogen, aufgrund seiner Wichtigkeit für die Mannschaft hatte er eine obligate Operation verschoben und die Spielzeit unter Schmerzen zu Ende gespielt. In der Sommerpause rächte sich diese Vorgehensweise jedoch, nachdem er nach dem notwendigen Eingriff nicht mehr auf die Beine kam. Durch das Aufschieben seiner Behandlung hatte sich die Knieverletzung verschlechtert und wurde zum Teil nicht mehr behebbar. In Folge blieb Eggen bis zum Winter 2002 rekonvaleszent und absolvierte kein einziges Profispiel. Als er sich im Winter wieder auf einen annehmbaren Fitnesstand zurückgekämpft hatte, gab der Verein sein Einverständnis für einen Wechsel. In Folge scheiterten Transfers in die Premier League zu den Bolton Wanderers und dem FC Southampton, aufgrund seines ungeklärten medizinischen Zustands. Nachdem auch ein möglicher Transfer zurück in die Heimat zu Brann Bergen gescheitert war, absolvierte er ein Probetraining bei den Glasgow Rangers.

### Glasgow Rangers
Rangers Trainer Alex McLeish hatte nach einer Trainingsverletzung seines Abwehrchefs Lorenzo Amoruso und des Langzeitausfalls von Arthur Numan eklatante Defensivsorgen und beschloss daraufhin den Franzosen Jerome Bonnissel und Eggen, trotz seines immer noch desolaten Fitnesszustands, für ein halbes Jahr unter Vertrag zu nehmen. Die Rechnung ging jedoch nicht auf. Weder Bonnissel noch Eggen konnten in Folge in der Defensive der Rangers aushelfen. Absolvierte Bonnissel noch zwei Saisoneinsätze, wurde Eggen überhaupt nicht fit und absolvierte keine einzige Spielminute für die Rangers.
Nach Ablauf des Halbjahresvertrags gaben die Rangers den Spieler daraufhin wieder ab.

### Le Mans UC
Zur Spielzeit 2003/04 fand er mit dem frischgebackenen Aufsteiger in die französische Ligue 1, Le Mans UC, wieder einen neuen Arbeitgeber. Entgegen den Erwartungen hatte Eggen nach drei Jahren ohne Spielpraxis wieder einen annehmbaren körperlichen Zustand erreicht und erlangte einen Stammplatz. Bis zum Ende spielte Le Mans in Folge um den Klassenerhalt, der am Ende mit lediglich einem Punkt auf den rettenden 17. Tabellenendrang verpasst wurde. Eggen der über das Jahr zum Teil wieder annehmbare Leistungen gebracht hatte, entschloss sich daraufhin mit dem Verein in die Ligue 2 zu gehen.
In der Spielzeit 2004/05 absolvierte er daraufhin jedoch nur mehr ein Spiel für Le Mans, ehe er sein Karriereende bekanntgab. Seine Knieverletzung war nie vollkommen verheilt und Eggen hatte die Vorsaison lediglich unter Schmerzen spielen können.

## Nationalmannschaft
Bereits als Spieler von Ready Oslo kam er im Rahmen des Jugendscoutingkonzepts des norwegischen Verbands zu zwei Einsätzen in der norwegischen U-18-Nationalmannschaft. Als Frem Spieler folgten 1990 zwei weitere Spiele für die norwegische U-21-Mannschaft.
Nach seinem Wechsel zu Brøndby debütierte er am 11. August 1993 überraschend als in Norwegen relativ unbekannter Spieler unter Nationaltrainer Egil Olsen im Freundschaftsspiel gegen die färöische Fußballnationalmannschaft für die A-Nationalmannschaft.
In Folge wurde er bis kurz vor der Fußball-Weltmeisterschaft 1994 in den Vereinigten Staaten nicht mehr für die Nationalmannschaft nominiert. Nach einem starken Freundschaftsspiel im Vorfeld der WM gegen Schweden, in dem er überzeugen konnte, nominierte ihn Olsen zur allgemeinen Überraschung für das endgültige Weltmeisterschaftsaufgebot der Norweger.
Während des Turniers, in dem Norwegen unglücklich bereits in der Vorrunde ausschied, kam er daraufhin in keinem der drei Vorrundenspiele zum Einsatz.
Nach der Weltmeisterschaft 1994 dauerte es bis zum Januar 1997, ehe Eggen während einer Länderspielreise in Australien wieder für Norwegen auflief. Nachdem er in den Freundschaftsspielen gegen Südkorea, Neuseeland und Australien starke Leistungen ablieferte, avancierte er für die Qualifikation der Weltmeisterschaft 1998 zum dritten Verteidiger hinter Berg und Johnsen.
Während der Fußball-Weltmeisterschaft 1998 in Frankreich wurde Henning Berg dann überraschend vom Innen- zum rechten Außenverteidiger umfunktioniert, wodurch Eggen einen Stammplatz in der Innenverteidigung erlangte. In Folge gelang ihm beim 2:2 im Auftaktspiel gegen Marokko ein Torerfolg. Nach einem 1:1 gegen Schottland und einem 2:1-Sieg gegen Brasilien zog Norwegen als Tabellenzweiter der Gruppe A ins Achtelfinale ein, wo man Italien mit 1:0 unterlag und ausschied. Eggen absolvierte alle vier Spiele über die volle Distanz.
Nach der Weltmeisterschaft trat Olsen zurück und der frühere U-21-Trainer Nils Johan Semb rückte zum Nationaltrainer auf. Dieser forcierte fortan junge Abwehrspieler wie Vegard Heggem oder Bjørn Otto Bragstad und verzichtete weitestgehend auf Eggen.
So dauerte es genau zwei Jahre, bis Eggen abermals kurz vor einem großen Turnier, diesmal der Fußball-Europameisterschaft 2000 in Belgien und den Niederlanden für ein Freundschaftsspiel gegen Italien in den Kreis der Nationalmannschaft zurückkehrte.
Durch den verletzungsbedingten Ausfall von Ronny Johnsen und Erik Hoftun schaffte er es daraufhin abermals, ohne ein Qualifikationsspiel bestritten zu haben, in das endgültige Aufgebot für das Turnier. Als sich daraufhin Henning Berg im Auftaktspiel gegen Spanien verletzte und ebenfalls für das restliche Turnier ausfiel, avancierte er wieder zum Stammspieler. Gemeinsam mit Shooting-Star Bragstad bildete er daraufhin für die restlichen Spiele die Innenverteidigung, die lediglich gegen Jugoslawien ein Tor zuließ. Aufgrund einer schwachen Offensivleistung der Norweger, schied man jedoch trotzdem als Drittplatzierter bereits in der Vorrunde aus.
Nach der Europameisterschaft kam er am 25. April 2004 im Freundschaftsspiel gegen Bulgarien nochmals zum Einsatz, ehe er durch seinen verletzungsbedingten Ausfall keine Berücksichtigung mehr fand.
Zeit seiner Karriere hatte er mit Henning Berg, Ronny Johnsen, Erik Hoftun oder Claus Lundekvam starke Konkurrenz auf seiner Position, wodurch er von 1993 bis 2001 lediglich 25 Einsätze absolvierte, in denen ihm zwei Torerfolge gelangen. Trotzdem war er im Verlauf zweier Großturniere Stammspieler seines Landes.
Eggen ist Inhaber der „Goldenen Uhr“, die jedem norwegischen Nationalspieler verliehen wird, der 25 A-Mannschaftseinsätze absolviert hat.

## Nach der aktiven Karriere
Nach seinem Karriereende begann Eggen ein Studium der Wirtschaftswissenschaft an der Universität von Oslo, die er mit dem Bachelor Titel abschloss. Weiters machte er seinen Trainerschein.
Derzeit ist er Teilhaber am norwegischen Label Black Balloon Records und fungiert als Manager der norwegischen Rockband El Caco.
Zudem ist er seit 2009 Cheftrainer der Frauenfußballmannschaft Kolbotn IL. Mit der Mannschaft erreichte er in der Spielzeit 2009 den dritten Tabellenendrang in den Toppserien.

## Erfolge

### Verein
- 2× Dänischer Meister: 1995/96, 1996/97
- 1× Dänischer Pokalsieger: 1994
- 1× Dänischer Vizemeister: 1994/95
- 1× UEFA-Pokal-Finalist: 2001

### Nationalmannschaft
- Inhaber der „Goldenen Uhr“ (25 Länderspieleinsätze)

Teilnahme:
- Fußball-Weltmeisterschaft 1994
- Fußball-Weltmeisterschaft 1998
- Fußball-Europameisterschaft 2000